# Carmen Zanti
Carmen Paola Zanti, coniugata Tondi (Cavriago, 10 ottobre 1923 – Reggio Emilia, 17 agosto 1979), è stata una politica e partigiana italiana.

## Biografia
Figlia dell'antifascista Angelo Zanti, cresce in Francia, dove il padre è in esilio. Fin da giovanissima milita nel Partito Comunista Francese (nelle Jeunes Filles de France) a Nizza.
Nel 1940 rientra in Italia e dal 1943 si adopera nella lotta partigiana e diviene poi funzionaria del Partito Comunista Italiano. Dopo il 1953 è fra i dirigenti dell'Unione Donne Italiane. Nel 1954 sposa Alighiero Tondi. Tra il 1957 e il 1963 crea rapporti con le organizzazioni delle donne di altre nazioni  e opera nella Federazione Democratica Internazionale delle Donne, con sede prima a Parigi e dopo a Berlino Est.
Nel 1963, al Congresso di Mosca, abbandona la FDIF per dissenso con la mozione che fa dipendere l’emancipazione femminile dalla realizzazione del comunismo.
Dal 1963 al 1972 viene eletta alla Camera dei deputati. Dal 1972 al 1976 diviene senatrice. In questi anni porta avanti progetti nel campo dell’assistenza alla maternità e all’infanzia per la realizzazione di asili nido e per l’istituzione dei consultori. Nel 1976 torna a Reggio Emilia, dove muore tre anni più tardi.
Per onorarne la memoria e per ricordarne l’impegno, le viene dedicata l’Associazione culturale “Carmen Zanti” a Cavriago.